# Klasična modularna krivulja
Klasična modularna krivulja je v teoriji števil ireducibilna ravninska algebrska krivulja, ki je dana z enačbo 
Φn(x, y)=0,
kjer za
invarianto j j(τ) 
velja da je
x=j(n τ), y=j(τ)
točka na krivulji.
Krivuljo včasih označujemo z X0(n), čeprav to oznako pogosto uporabljamo za abstraktne algebrske krivulje, za katere obstajajo različni modeli. Podobni objekti so klasični modularni polinomi, to so polinomi z eno spremenljivko, ki jih definiramo kot Φn(x, x).  

## Geometrija modularnih krivulj
Klasične modularne krivulje, ki jih označujemo z X0(n), imajo  stopnjo, ki je za 1 večja  ali enaka z 2n, ko je n>1. Pri tem pa enakost velja samo in samo, če je n praštevilo.
Polinom Φn ima celoštevilčne koeficiente. To število je enako je  definirano nad vsakim obsegom. Kot polinomi z x, katerega koeficienti spadajo med Z[y], ima stopnjo ψ(n), kjer je ψ Dedekindova funkcija psi. Ker pa je Φn(x, y) =   Φn(y, x), X0(n) simetrična okoli premice y = x in ima singularne točke pri ponavljajočih se ničlah klasičnega modularnega polinoma kjer seka samega sebe v kompleksni ravnini. To so edine singularnosti in v posebnem primeru, ko je n>2, sta dve singularnosti  v neskončnosti, kjer je x=0, y=∞ in x=∞, y=0. 

## Parametrizacija modularne krivulje
Kadar je n = 1, 2, 3, 4, 5, 6, 7, 8, 9, 10, 12, 13, 16, 18, ali 25 ima X0(n) geometrijski rod enak nič in jo lahko parametriziramo z racionalnimi funkcijami. 
Najenostavnejši netrivialni primer je X0(2), če je 
{\displaystyle j_{2}(q)=q^{-1}-24+276q-2048q^{2}+11202q^{3}+\cdots =((\eta (q)/\eta (q^{2}))^{24}}
McKay-Thompsonove vrste za razred 2B pošastne grupe ter je η Dedekindova funkcija eta.
Potem  
{\displaystyle x={\frac {(j_{2}+256)^{3}}{j_{2}^{2}}},y={\frac {(j_{2}+16)^{3}}{j_{2}}}}
parametrizira X0(2) z racionalnimi funkcijami j2. Ni pa potrebno izračunati j2, da bi uporabili ta način parametrizacije. Kot parameter lahko uporabimo poljuben parameter. 